# Солсбери (Тенеси)
Солсбери (енгл. Saulsbury) град је у америчкој савезној држави Тенеси.

## Демографија
По попису из 2010. године број становника је 81, што је 18 (-18,2%) становника мање него 2000. године.
| Група             | 2000.      | 2010.      |
| Белци             | 85 (85,9%) | 64 (79,0%) |
| Афроамериканци    | 12 (12,1%) | 13 (16,0%) |
| Азијати           | 0 (0,0%)   | 0 (0,0%)   |
| Хиспаноамериканци | 0 (0,0%)   | 3 (3,7%)   |
| Укупно            | 99         | 81         |